# Clay Township (comté de Clay, Iowa)
Pour les articles homonymes, voir Clay Township.
Clay Township est un township du comté de Clay, situé en Iowa, États-Unis. La population était de 696 habitants lors du recensement de 2000. 

## Géographie
Clay Township couvre 94,15 km² du comté de Clay et comporte une ville, Royal.
Selon l'USGS, le township contient 3 cimetières : Center, TriMello et Willow Creek.

## Transport
Ce township comporte une piste d'atterrissage, Royal Airport.